# Alois Löcherer
Alois Löcherer, né le 14 août 1815 à Munich et mort dans la même ville le 15 juillet 1862, est un photographe allemand, actif en Bavière. Photographe portraitiste, il est également connu pour son reportage sur la fabrication et le transport de la statue de la Bavaria à Munich en 1850.

## Biographie
Alois Löcherer étudie la pharmacie et la chimie à l'université Ludwig-Maximilian de Munich ; en 1837, il est reçu membre de la Studentenverbindung (société d'étudiants) "Corps Suevia München".
Il travaille ensuite dans une pharmacie de Munich. À partir de 1845, il pratique la photographie en professionnel, en utilisant le calotype, et ouvre un atelier au rez-de-chaussée du 14 de la Karlsplatz. Il épouse Friederike Fröhlich (1815-1900), une des filles du philologue Johann Fröhlich (1780-1849).
Outre de nombreux portraits, il photographie la fonte et le montage de la statue de la Bavaria érigée de 1842 à 1850 sur la Theresienwiese de Munich.
Il compte parmi ses élèves Moritz Eduard Lotze (de), Franz Hanfstaengl et Joseph Albert. De 1850 à 1863, il publie en livraison avec Franz Hanfstaengl un Album der Zeitgenossen [Album des contemporains], une collection de portraits de célébrités, chacun accompagné d'une biographie succincte.
En 1855, en collaboration avec Robert Brulliot, conservateur de la  Staatliche Graphische Sammlung de Munich, il photographie des estampes de la collection et publie en 1856 Copies photographiques des plus rares gravures criblées, estampes, gravures en bois etc. des XVe et XVIe siècles qui se trouvent dans la collection royale d'estampes à Munich, avec 50 feuillets de photographies sur papier salé.
Alois Löcherer meurt à Munich le 15 juillet 1862 à l'âge de 46 ans ; il est inhumé dans l'Ancien cimetière du Sud ( (Alter Südfriedhof) de la ville. Son beau-frère Bernhard Fröhlich (de) reprend son atelier.

## Expositions
- 29 novembre 1980 - 27 février 1981 : Alois Löcherer, Galerie Rudolf Kicken, Cologne.
- 7 juillet - 27 septembre 1998 : Alois Löcherer. Photographien 1845–1855, Fotomuseum, Münchner Stadtmuseum, Munich[4].

## Galerie

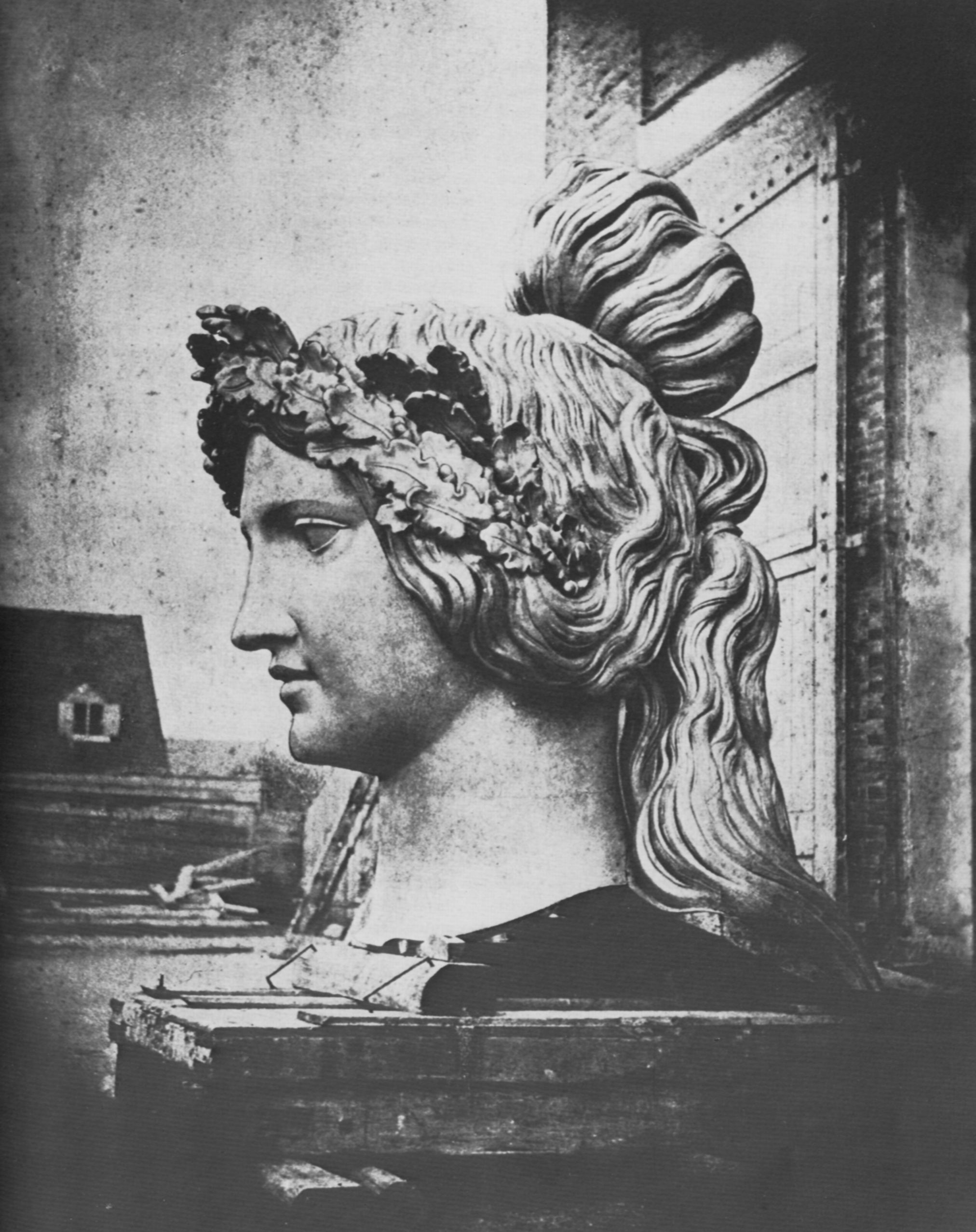
La tête de la statue de la Bavaria avant le montage, vers 1849.
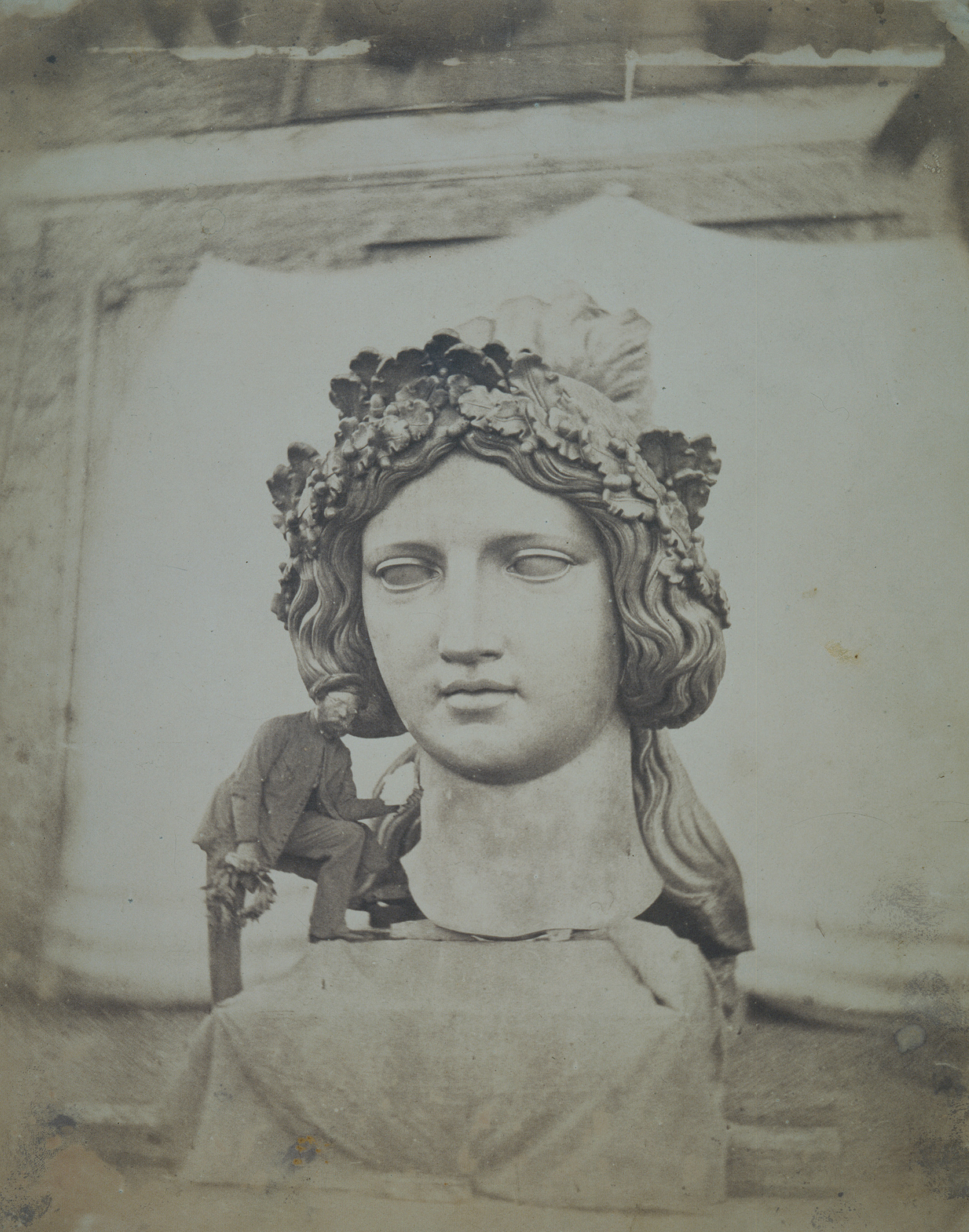
Le fondeur bavarois Ferdinand von Miller et la tête de la Bavaria dans la cour de la fonderie royale de Bavière.
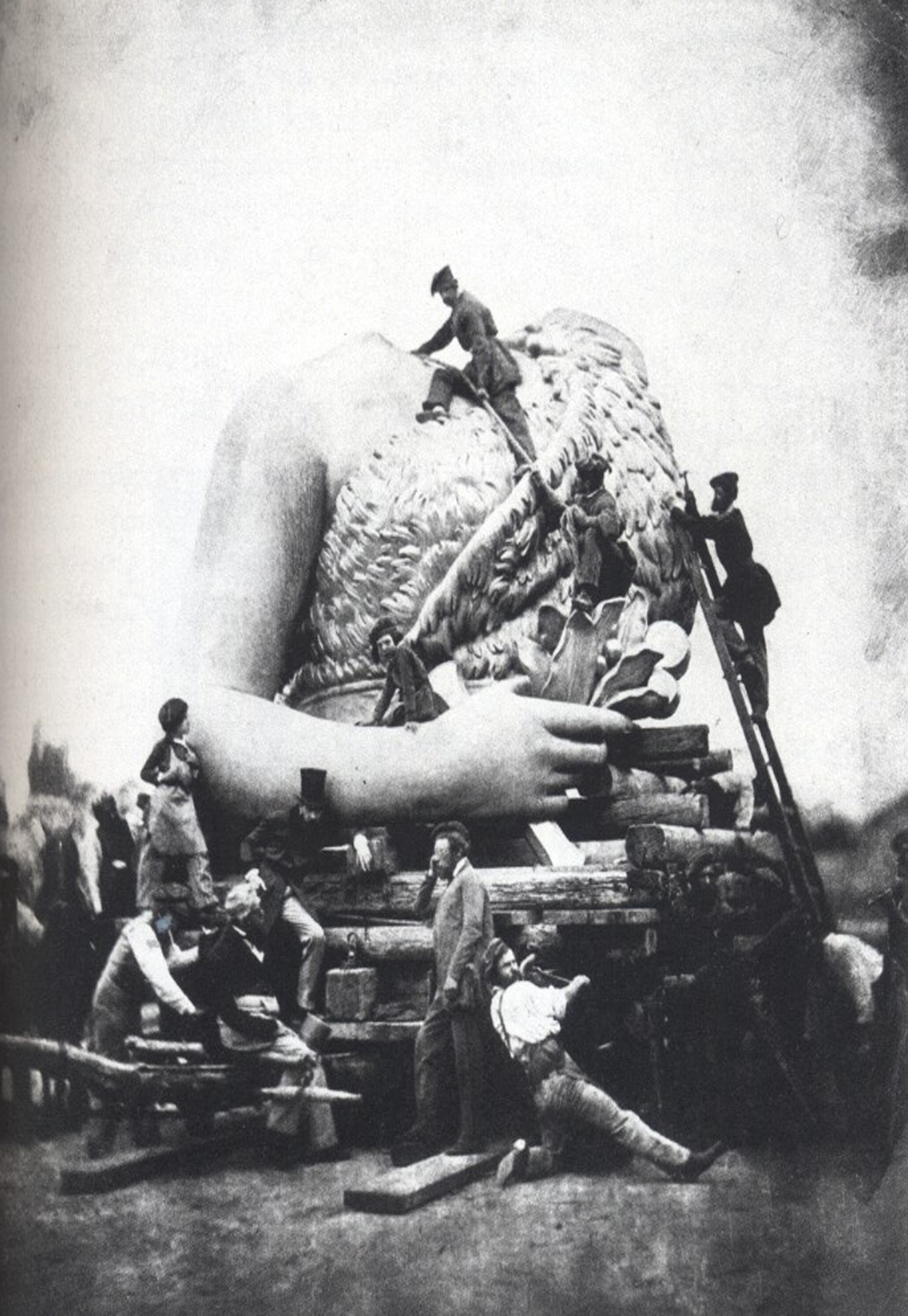
Montage de la Bavaria, 1850.
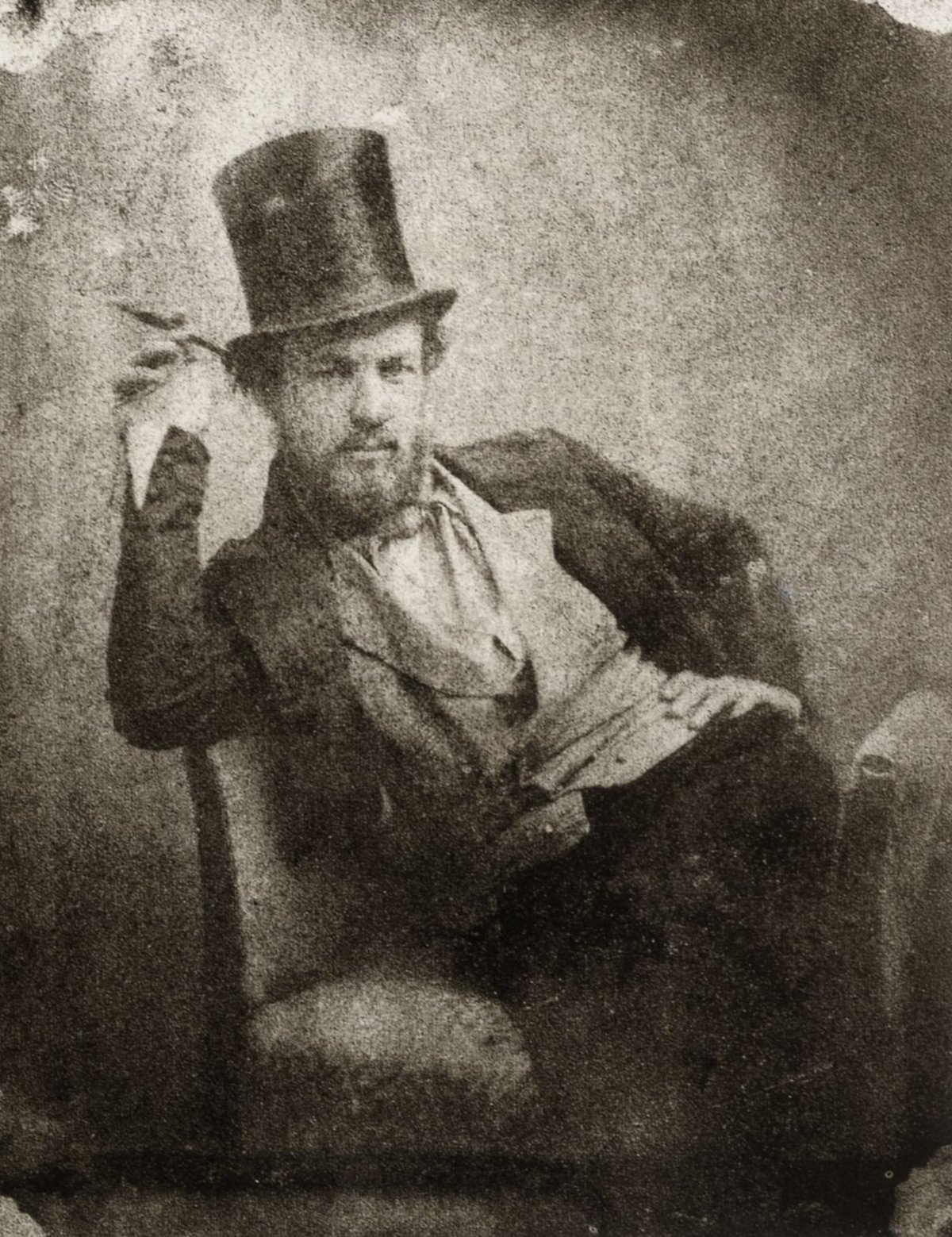
Joseph Albert, vers 1850.
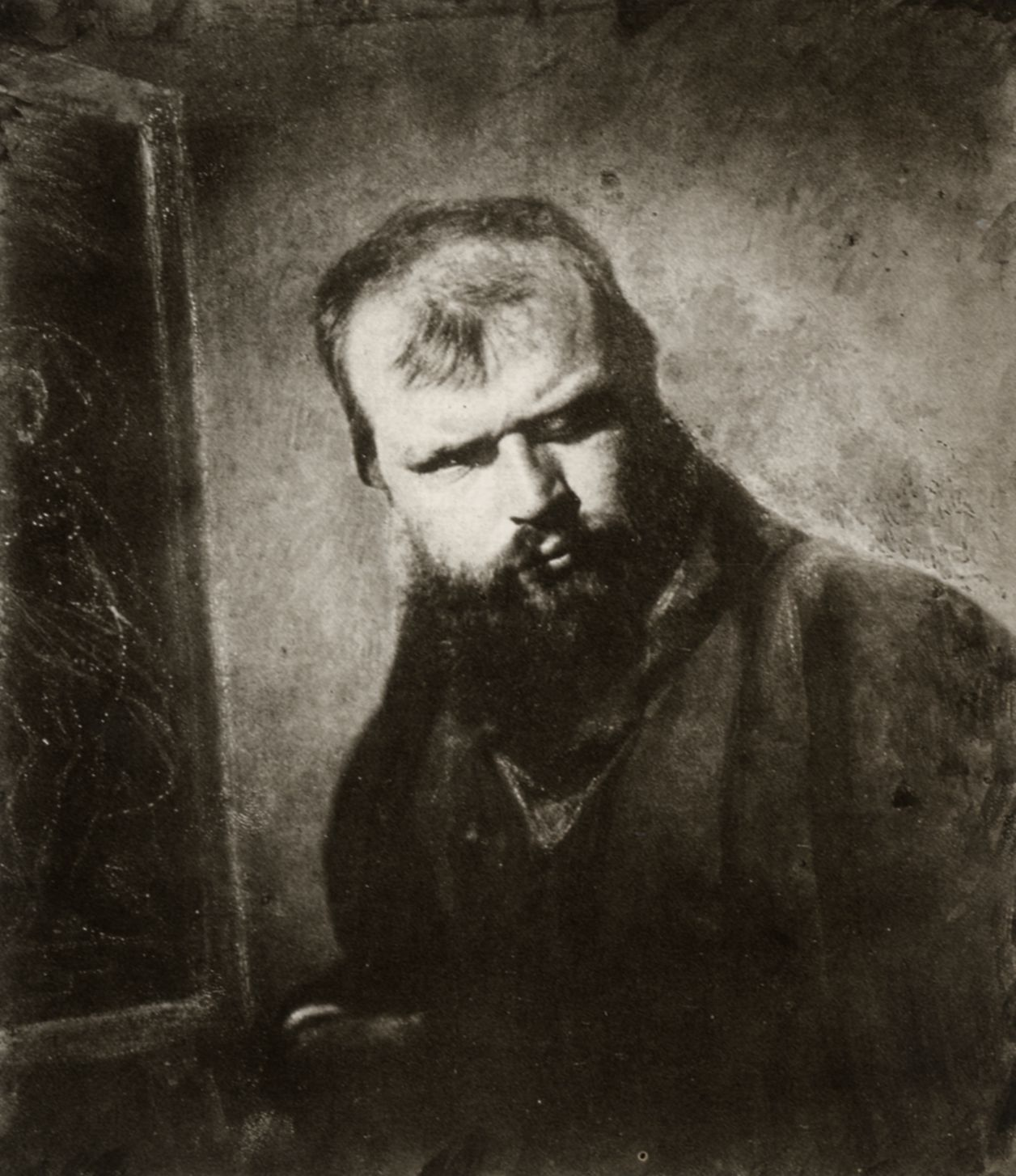
Le peintre Carl Rahl, épreuve sur papier salé, vers 1850.
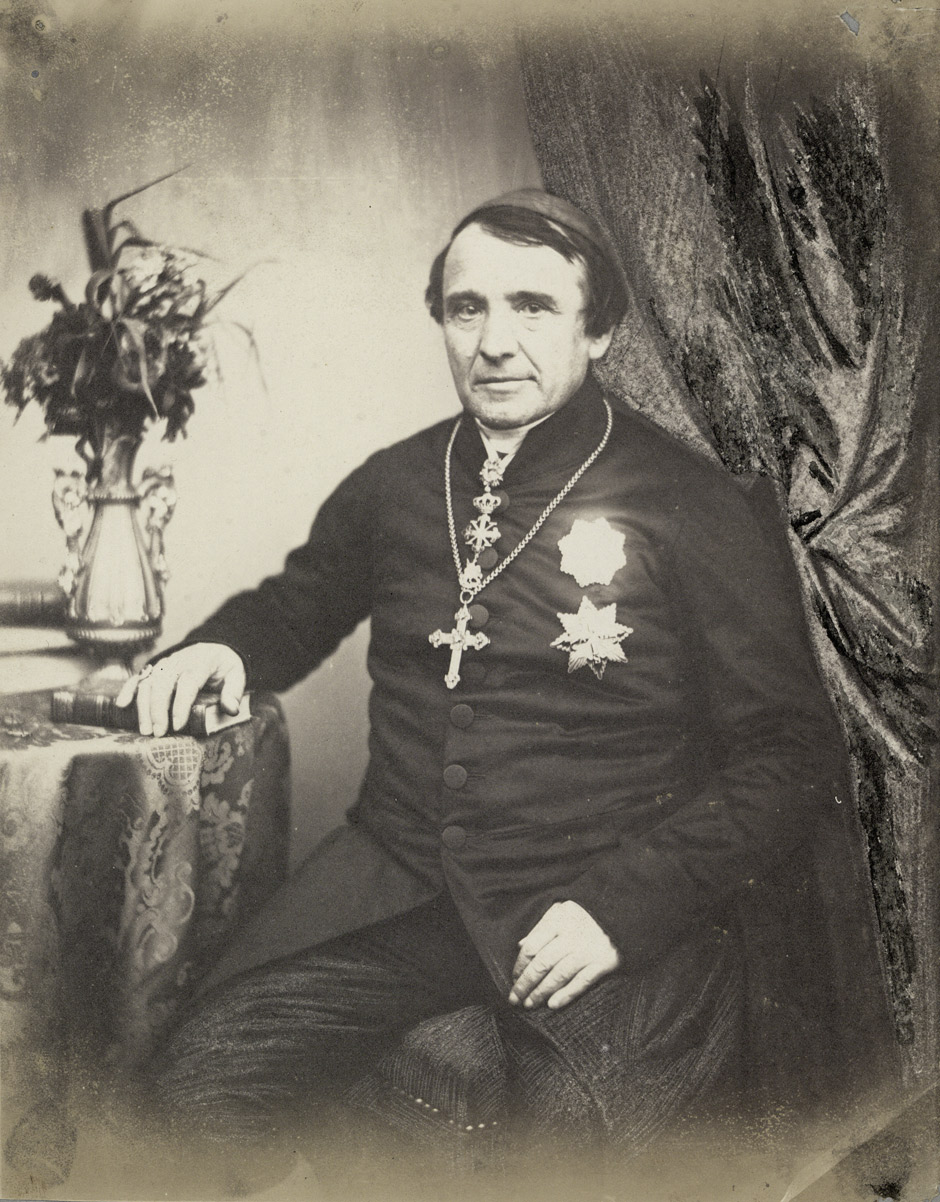
Georg von Oettl, évêque d'Eichstätt, vers 1850.
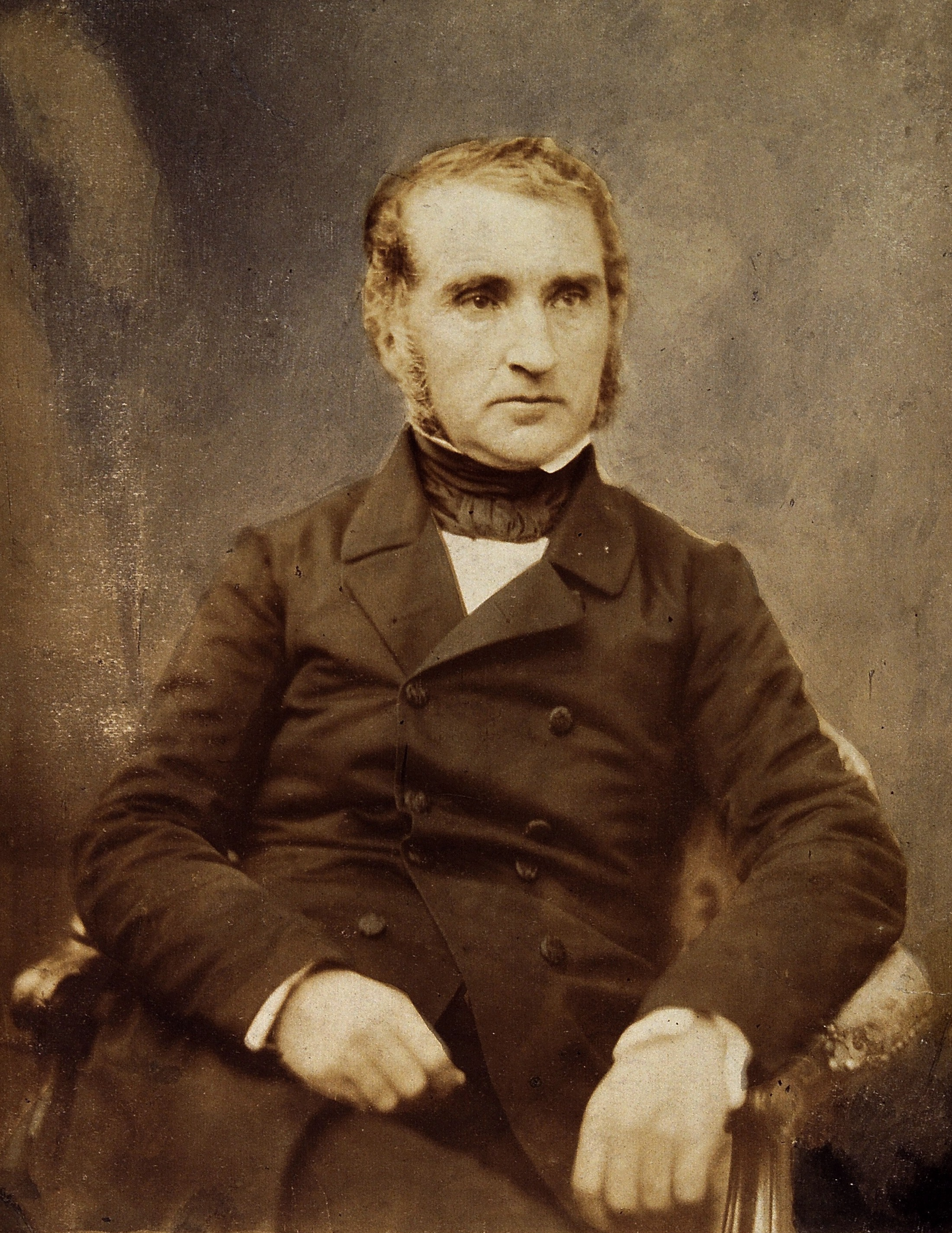
Le chimiste Justus von Liebig, vers 1850.
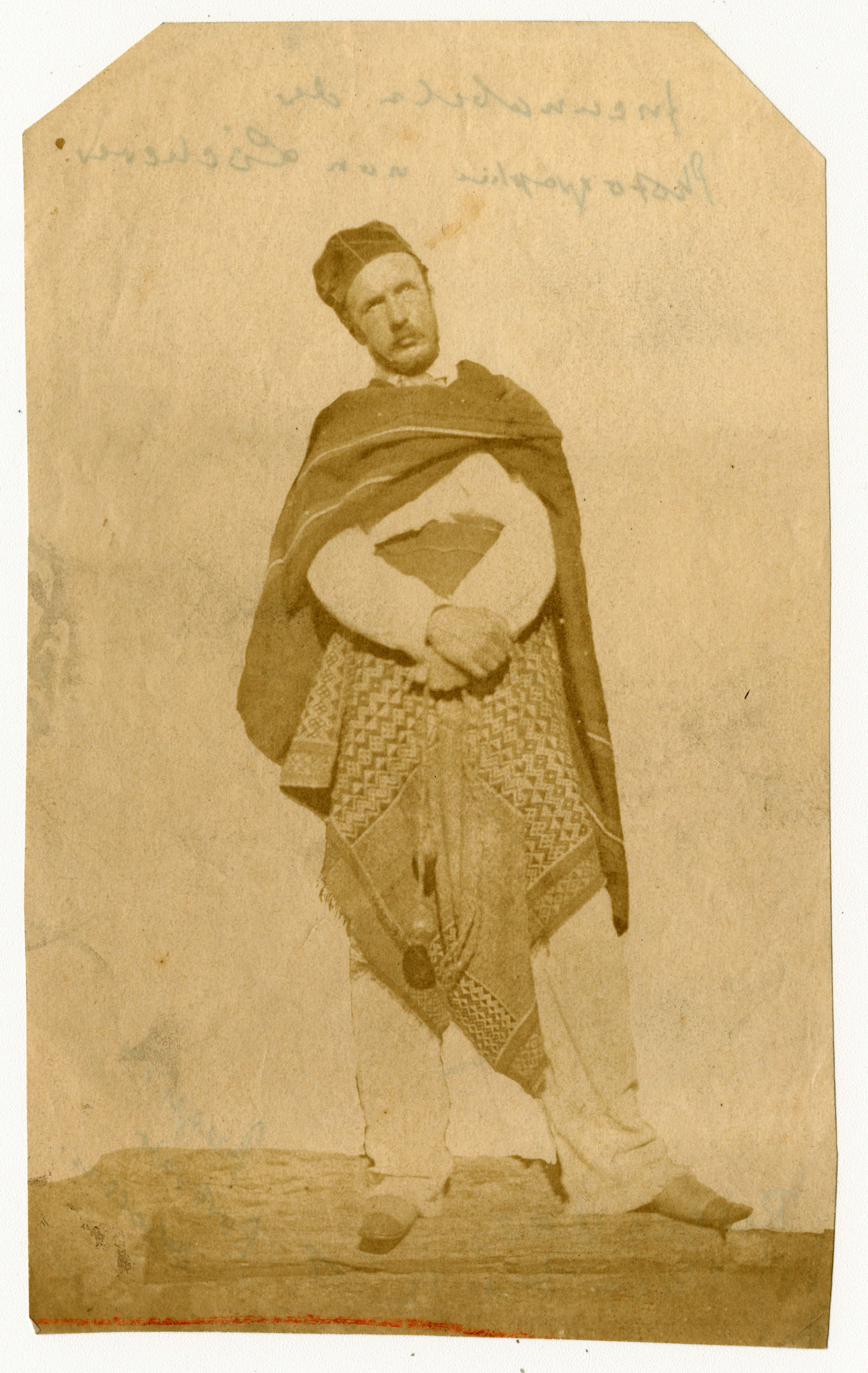
Le peintre bavarois Johann Moritz Rugendas, vers 1850.
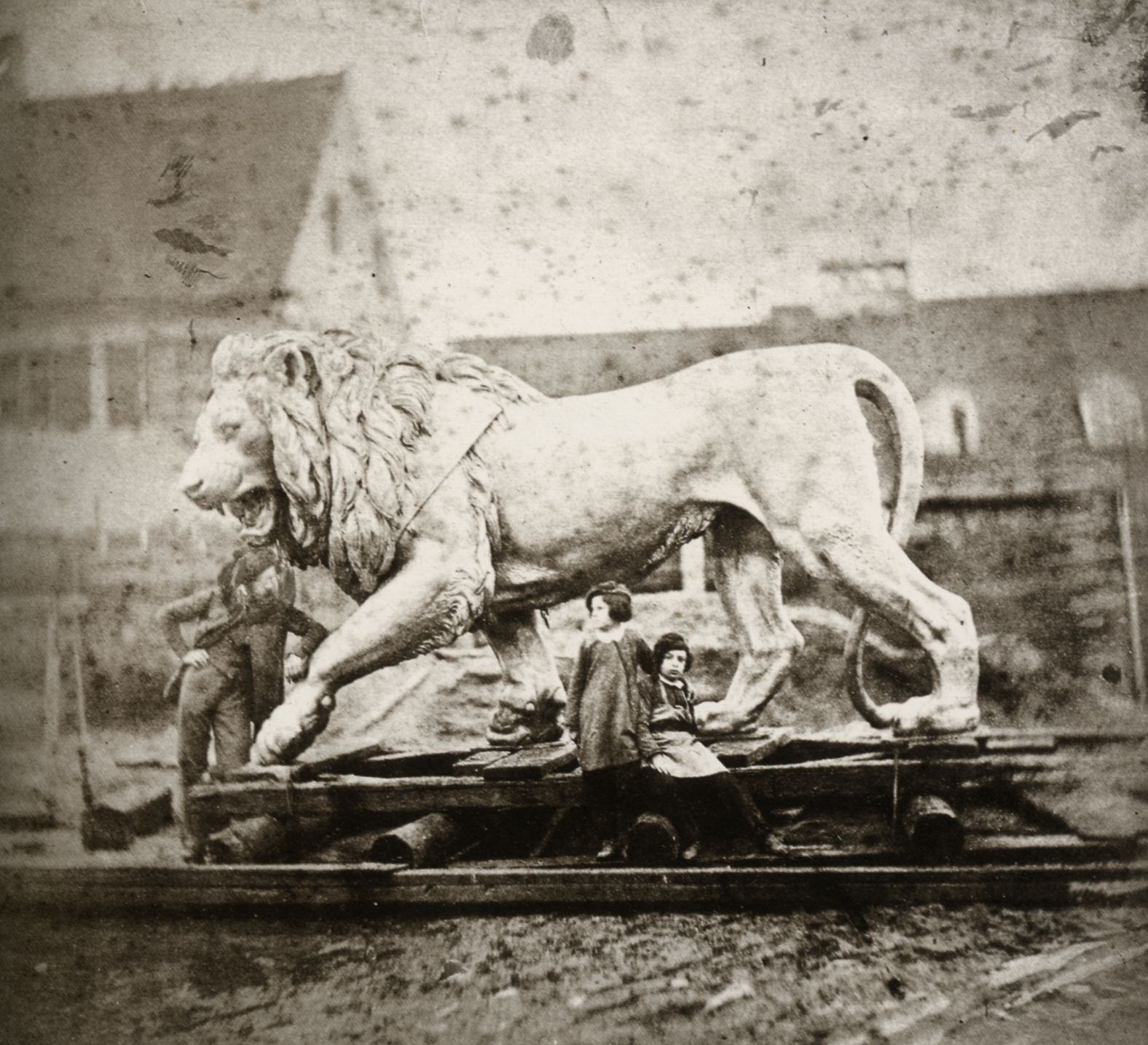
Lion de bronze pour la Siegestor de Munich, avec Ferdinand von Miller et deux de ses fils, lors du chargement du lion pour l'Exposition universelle de Londres, 1851.
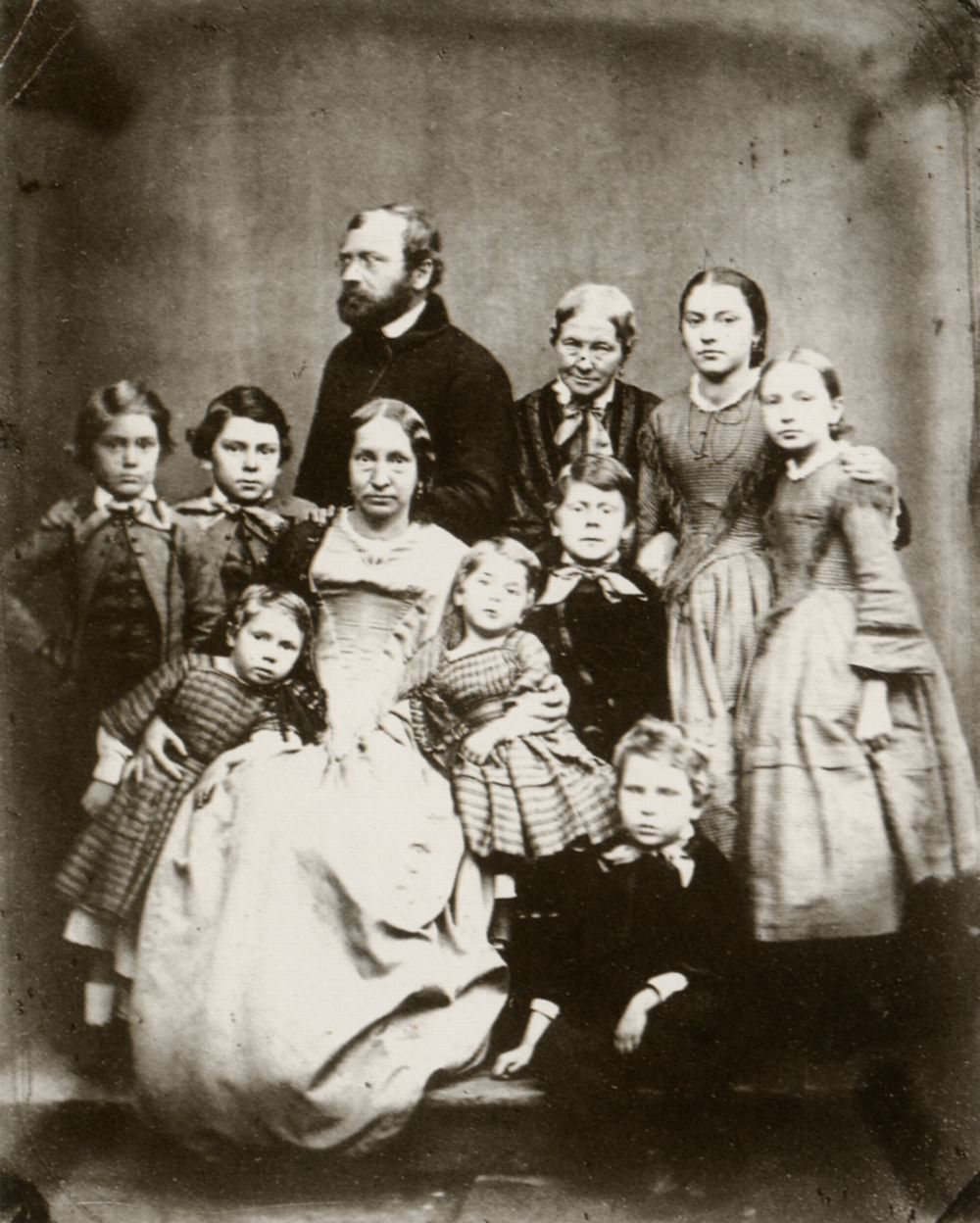
Le fondeur bavarois Ferdinand von Miller et sa famille, 1855.
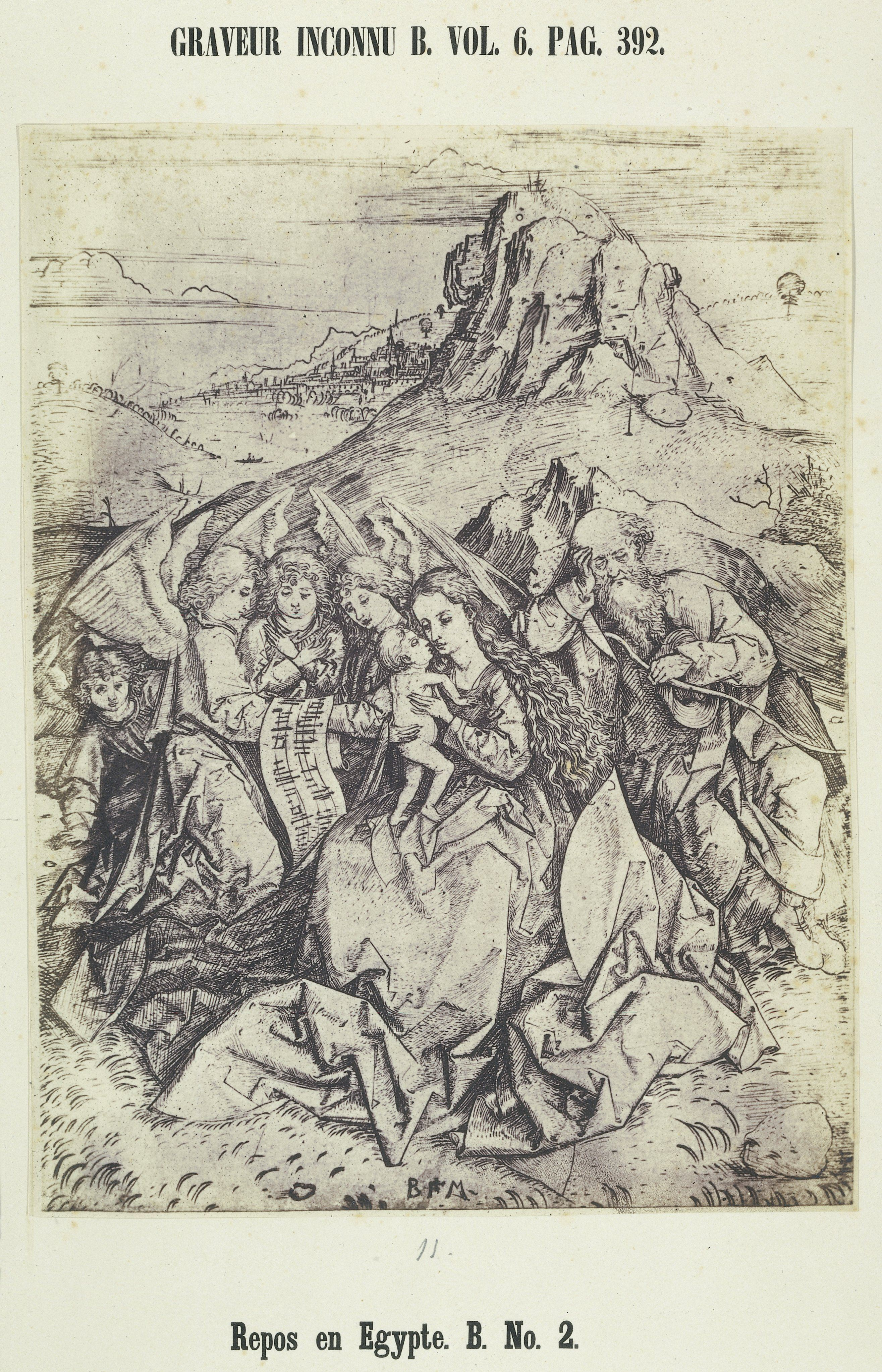
Fuite en Égypte, photographie d'une gravure ancienne de la Staatliche Graphische Sammlung de Munich, publiée en 1856.